# Grana (Duitsland)
Grana is een plaats en voormalige gemeente in de Duitse deelstaat Saksen-Anhalt, en maakt deel uit van het Burgenlandkreis.

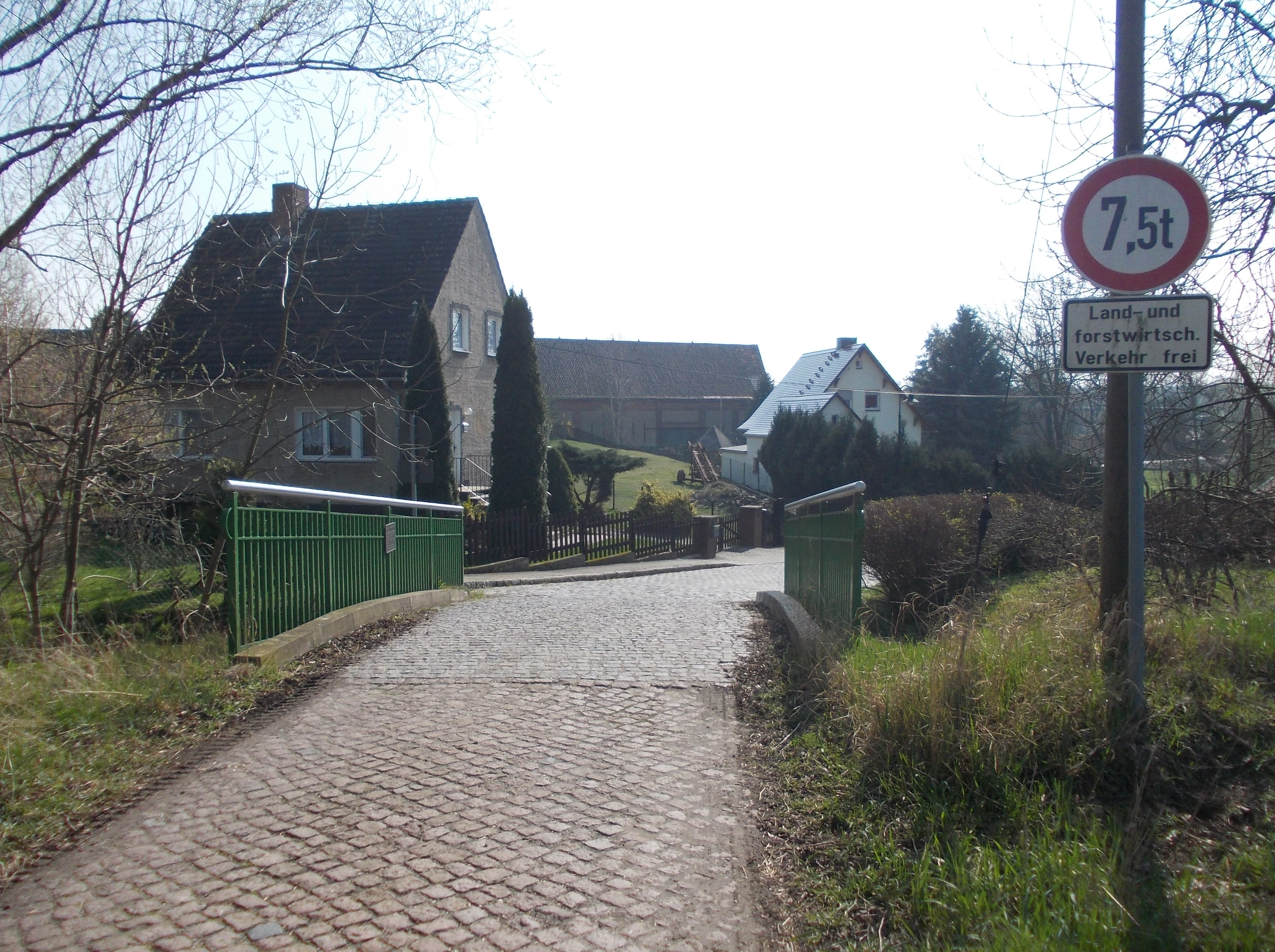
Grana

Grana telt 755 inwoners.